# Nikša Skelin
Nikša Skelin (Split, Yugoslavia, 25 de marzo de 1978) es un deportista croata que compitió en remo. Su hermano Siniša compitió en el mismo deporte.
Participó en tres Juegos Olímpicos de Verano, entre los años 2000 y 2008, obteniendo dos medallas, bronce en Sídney 2000 (ocho con timonel) y plata en Atenas 2004 (dos sin timonel).
Ganó tres medallas en el Campeonato Mundial de Remo entre los años 2001 y 2003.

## Palmarés internacional
| Juegos Olímpicos   | Juegos Olímpicos   | Juegos Olímpicos  | Juegos Olímpicos |
| Año                | Lugar              | Medalla           | Prueba           |
| ------------------ | ------------------ | ----------------- | ---------------- |
| 2000               | Sídney (Australia) | Medalla de bronce | Ocho con timonel |
| 2004               | Atenas (Grecia)    | Medalla de plata  | Dos sin timonel  |
| Campeonato Mundial |                    |                   |                  |
| Año                | Lugar              | Medalla           | Prueba           |
| 2001               | Lucerna (Suiza)    | Medalla de plata  | Ocho con timonel |
| 2002               | Sevilla (España)   | Medalla de bronce | Dos sin timonel  |
| 2003               | Milán (Italia)     | Medalla de plata  | Dos sin timonel  |